# غابرييلا غاتي
غابرييلا غاتي (بالإيطالية: Gabriella Gatti)‏ هي مغنية ومغنية أوبرا إيطالية، ولدت في 5 يوليو 1908 في روما في إيطاليا، وتوفي بنفس المكان في 22 أكتوبر 2003.